# Bilafgifter
Bilafgifter er en fælles betegnelse for de afgifter, som personbiler pålægges.

## Historie
Bilafgifterne har en lang historie i Danmark. I 1910 indførtes en afgift for at dække udgifter til reparationer på slid af vejene - det, som blev starten på den danske vægtafgift. I 1925 blev der efter bekymring over, at importen af biler belastede den danske betalingsbalance, indført en registreringsafgift på nye biler. Og i 1930 blev der indført en benzinafgift, blandt andet for at finansiere de to store anlægsprojekter, byggeriet af Lillebæltsbroen og Storstrømsbroen.

## Afgiftstyper
I Danmark omfatter afgifterne
- registreringsafgift
- ejerafgift eller vægtafgift
- ansvarsforsikringsafgift
- vejbenyttelsesafgift
- brændstofafgift
- afgift på autopærer
- emballageafgift på smøreolie
- dækafgift
- batteriafgift
- oliefilterafgift
- gebyr på nummerplader